# Koenraad Elst
Koenraad Elst (Leuven, 7 augustus 1959) is een Vlaams wetenschapper uit Antwerpen. In die hoedanigheid schreef hij diverse boeken over India.
Elst groeide op in een rooms-katholieke familie en behaalde aan de Katholieke Universiteit Leuven zijn doctoraat. Hij studeerde wijsbegeerte, sinologie en oriëntalistiek. Hij geldt als een polyglot, hij beheerst het Nederlands, Engels, Frans, Duits en Hindi en daarnaast nog enkele talen.
Gedurende een verblijf aan de Hindoe Universiteit van Benares raakte hij geïnteresseerd in de problemen van het samenleven van bevolkingsgroepen met verschillende religieuze achtergronden in India. Elst schreef daarop een boek over het groeiende conflict tussen hindoes en moslims met betrekking tot een door beide religies geclaimde locatie in de plaats Ayodhya. Het was zijn eerste boek over dit onderwerp.
Elst verwierf zich naam als columnist in diverse Belgische en Indiase kranten. Daarnaast bleef hij zich verdiepen in diverse aspecten van de etnische, religieuze en politieke constellatie van India. Hij interviewde een scala aan Indiase intellectuelen en Indiase religieuze leiders en promoveerde aan de Katholieke Universiteit Leuven op Hindoetva, een Indiase beweging die het hindoeïsme nieuw leven in wil blazen.
Elst schreef boeken en artikelen over multiculturalisme, taalpolitiek, geschiedenis van de Chinese oudheid, filosofie en de vergelijkende godsdienstwetenschap. Hij schreef ook over de vraag of India in de oudheid een invasie van Ariërs heeft ondergaan of dat deze Ariërs juist stammen uit het subcontinent. Deze kwestie staat bekend als de ‘Aryan invasion debate’.
Elst geldt in India, ondanks zijn afkomst, als een van de belangrijkste denkers over de Indiase cultuur. Daarnaast is Koenraad Elst ook nog sterk geïnteresseerd in directe democratie. In het kwartaalblad Secessie publiceerde hij verscheidene artikels over het democratisch referendum op volksinitiatief.
Hij is kernlid van de Vlaams-republikeinse denkgroep Res Publica en was als onderzoeker werkzaam voor de onafhankelijk zetelende senator Jurgen Ceder. Hij is medewerker van de nieuwswebsite SCEPTR.
Koenraad Elst heeft een wankele gezondheid. In de zomer van 2007 kreeg hij aan het UZA een nieuw hart.